# Atelaw Yeshetela Bekele
Atelaw Yeshetela Bekele (ur. 4 grudnia 1987) – belgijski lekkoatleta do 2008 roku reprezentujący Etiopię, który specjalizuje się w biegach długodystansowych.
W 2009 bez powodzenia startował w młodzieżowych mistrzostwach Europy nie kończąc rywalizacji w biegu na 10 000 metrów. 
Podczas mistrzostw Europy w biegach przełajowych zdobył trzy medale (jeden złoty i dwa brązowe), w 2010 bez sukcesów startował w przełajowych mistrzostwach świata. 
Zdobywał medale mistrzostw Belgii, był reprezentantem kraju w pucharze Europy w biegu na 10 000 metrów. 
Rekordy życiowe: bieg na 5000 metrów – 13:43,20 (25 maja 2011, Nijmegen); bieg na 10 000 metrów – 29:47,60 (14 czerwca 2009, Utrecht).

## Osiągnięcia
| Rok  | Impreza                                   | Miejsce   | Konkurencja        | Lokata              | Wynik    |
| ---- | ----------------------------------------- | --------- | ------------------ | ------------------- | -------- |
| 2008 | Mistrzostwa Europy w biegach przełajowych | Bruksela  | bieg młodzieżowców | –                   | DNF      |
| 2009 | Młodzieżowe mistrzostwa Europy            | Kowno     | bieg na 10 000 m   | –                   | DNF      |
| 2009 | Mistrzostwa Europy w biegach przełajowych | Dublin    | bieg młodzieżowców | 3. miejsce          | 25:21    |
| 2010 | Mistrzostwa świata w biegach przełajowych | Bydgoszcz | bieg seniorów      | 94. miejsce         | 36:22    |
| 2010 | Puchar Europy w biegu na 10 000 metrów    | Marsylia  | bieg na 10 000 m   | 14. miejsce (gr. B) | 30:40,66 |
| 2010 | Mistrzostwa Europy w biegach przełajowych | Albufeira | bieg seniorów      | 54. miejsce         | 31:17    |
| 2011 | Mistrzostwa Europy w biegach przełajowych | Velenje   | bieg seniorów      | 1. miejsce          | 29:15    |